# Mark Schwarzer
Mark Schwarzer (Sydney, 6 ottobre 1972) è un ex calciatore australiano di origini tedesche, di ruolo portiere.
È primatista di presenze (31) nelle competizioni UEFA per club con la maglia del Fulham, di cui ha vestito la maglia dal 2008 al 2013. In precedenza aveva militato per undici anni, dal 1997 al 2008, nel Middlesbrough, altro club inglese.
L'11 dicembre 2013, giocando da titolare nel vittorioso 1-0 casalingo del Chelsea sulla Steaua Bucarest, è diventato il calciatore più anziano ad aver esordito in Champions League, all'età di 41 anni e 2 mesi, non avendo mai avuto la possibilità di giocare in questa competizione con le sue squadre precedenti.
Con la nazionale australiana ha preso parte al campionato del mondo 2006 e al campionato del mondo 2010. Tra club e nazionale ha giocato più di 850 partite nel professionismo.

## Biografia
Ha origini tedesche, essendo il padre Hans-Joachim e la madre Doris emigrati in Australia negli anni sessanta.

## Carriera

### Club

#### Inizi
Cominciò la carriera professionistica con gli australiani del Marconi Stallions, squadra della sua città natale.
Nel 1994 si trasferì in Europa, ai tedeschi del Dinamo Dresda, dove, però, fu riserva. Così accadde anche la stagione successiva, nel Kaiserslautern (solo 4 partite giocate).

#### Middlesbrough
Nell'estate 1996 fu acquistato dal Middlesbrough. Vi giocò 7 partite, poi andò in prestito al Bradford City. Tornò al Middlesbrough nell'aprile 1997. Da quella stagione per le successive dieci fu il portiere titolare dei biancorossi inglesi, e si affermò anche come primo portiere della Nazionale australiana. Anche grazie alle sue doti il club riuscì a vincere qualche trofeo.
Esordì con il Middlesbrough contro lo Stockport County nella semifinale della Football League Cup. Scese in campo pure nella finale finita 1-1 contro il Leicester City, ma un infortunio lo rese indisponibile per il replay della partita, persa dal Middlesbrough. Fu comunque grande protagonista della vittoria contro il Bolton Wanderers nella finale di League Cup del 2004, dimostrando di essere in grande forma e riscattandosi dopo un errore su un tiro non irresistibile.
Forse il suo più importante salvataggio con la maglia del Boro fu quello compiuto nell'ultima partita della stagione 2004-2005 contro Manchester City, quando parò un rigore a Robbie Fowler che conservò l'1-1 finale. Il pareggio fu sufficiente a portare il Middlesbrough al sesto posto, che permise alla squadra di qualificarsi per la Coppa UEFA. Se Fowler avesse segnato il rigore, proprio il Manchester City si sarebbe qualificato in UEFA a scapito dei biancorossi. La parata rese Schwarzer un eroe per i tifosi del Middlesbrough.
Mark Schwarzer aveva intenzione di lasciare la squadra dopo il 2005 e cercare un nuovo club, ma si accordò per il rinnovo del contratto il 20 gennaio 2006. La frattura dello zigomo rimediata contro il West Ham costò buona parte della stagione a Schwarzer, che poi riuscì ugualmente a rientrare per la finale di Coppa UEFA contro il Siviglia, giocando con una maschera protettiva. La partita vide gli spagnoli vincere per 4-0. Dopo essere sceso in campo nella partita vinta dal Middlesbrough 1-0 contro il Portsmouth il 29 dicembre 2007, Schwarzer divenne lo straniero con più presenze per un club, superando Dennis Bergkamp, che con l'Arsenal si era fermato a 316 partite. Al termine della stagione 2007-2008 lasciò il Middlesbrough. Per i Teesiders ha giocato 445 partite, di cui 332 in Premier League, 34 in Championship, 32 in FA Cup, 26 in Football League Cup e 21 in Europa.

#### Fulham

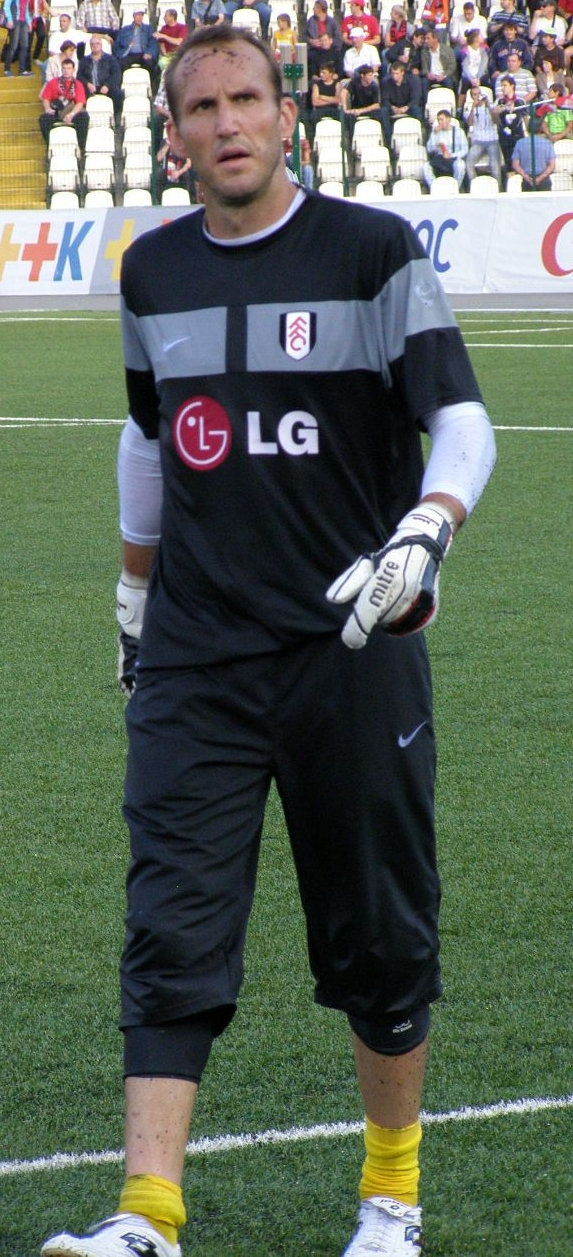
Schwarzer con la maglia del Fulham

Nel maggio del 2008 passa al Fulham firmando un contratto fino a giugno 2010. Debutta il 16 agosto 2008 in una partita giocata fuori casa contro lo Hull City, persa 2-1. Scende in campo per tutte le gare della stagione 2008-2009, che vede i bianconeri arrivare al 7º posto e qualificarsi in Europa League. Il 14 agosto 2009 soddisfatto del club londinese, prolunga il suo contratto per un ulteriore anno, firmando fino all'estate del 2011. Nella stagione 2009-2010 raggiunge la sua seconda finale di Europa League, perdendo 2-1 con l'Atletico Madrid. Il 7 giugno 2013, in seguito all'acquisto di Maarten Stekelenburg da parte del Fulham, rescinde il suo contratto in scadenza con la squadra inglese.

#### Chelsea
Il 9 luglio 2013 firma un contratto annuale con il Chelsea. Esordisce in Premier League con la maglia dei Blues nella partita casalinga contro il Sunderland, prima ed unica sconfitta casalinga della gestione Mourinho con il Chelsea (1-2, decisivo fu un rigore dubbio realizzato da Fabio Borini) dalla stagione 2004-2005.

#### Leicester City
Il 6 gennaio 2015 viene ceduto a titolo gratuito al Leicester City, nel quale ricopre il ruolo di secondo portiere dietro a Kasper Schmeichel, con cui firma un contratto di 18 mesi. Il 2 maggio 2016 vince con il suo Leicester City la Premier League 2015-2016, per la prima volta nella storia, diventando il giocatore più anziano a vincere il campionato inglese a 43 anni.
Il 1 luglio 2016, a contratto scaduto, a 43 anni decide di ritirarsi dal calcio.

### Nazionale
Fece il suo debutto internazionale con l'Australia come secondo portiere nelle qualificazioni per il campionato del mondo 1994 contro il Canada a Edmonton. Nel ritorno giocato a Sydney salì agli onori della cronaca per aver parato due rigori che mandarono l'Australia alla fase finale delle qualificazioni contro l'Argentina. Schwarzer non giocò queste partite e l'Australia fu sconfitta per 2-1 nel punteggio complessivo.
Fu artefice di ottime parate durante le qualificazioni al campionato del mondo 2006, nei play-off contro l'Uruguay. I sudamericani vinsero l'andata a Montevideo per 1-0 e l'Australia si affermò per 1-0 a Sydney. Schwarzer parò, quindi, due tiri della serie di rigori e l'Australia vinse per 4-2, guadagnando l'accesso ai Mondiali di Germania.
Alla fase finale della Coppa del Mondo giocò le prime due partite del girone, concedendo un gol molto discusso al Giappone. Subì altri due gol dal Brasile e nella terza partita fu sostituito da Željko Kalac, prima di riprendere il posto da titolare per la partita contro l'Italia. Contro gli azzurri non riuscì a parare il calcio di rigore di Francesco Totti nei minuti di recupero, rigore che eliminò l'Australia dal Mondiale.
Dopo il campionato del mondo 2006 ha disputato anche il campionato del mondo 2010 in Sudafrica.

## Statistiche

### Presenze e reti nei club
Statistiche aggiornate al 27 ottobre 2015.
| Stagione                 | Squadra                  | Campionato               | Campionato | Campionato | Coppe nazionali | Coppe nazionali | Coppe nazionali | Coppe continentali | Coppe continentali | Coppe continentali | Altre coppe | Altre coppe | Altre coppe | Totale | Totale |
| Stagione                 | Squadra                  | Comp                     | Pres       | Reti       | Comp            | Pres            | Reti            | Comp               | Pres               | Reti               | Comp        | Pres        | Reti        | Pres   | Reti   |
| ------------------------ | ------------------------ | ------------------------ | ---------- | ---------- | --------------- | --------------- | --------------- | ------------------ | ------------------ | ------------------ | ----------- | ----------- | ----------- | ------ | ------ |
| 1990-1991                | Marconi Stallions        | NSL                      | 1          | -?         | -               | -               | -               | -                  | -                  | -                  | NSL Cup     | ?           | -?          | 1+     | -?     |
| 1991-1992                | Marconi Stallions        | NSL                      | 9          | -?         | -               | -               | -               | -                  | -                  | -                  | NSL Cup     | ?           | -?          | 9+     | -?     |
| 1992-1993                | Marconi Stallions        | NSL                      | 23         | -?         | -               | -               | -               | -                  | -                  | -                  | NSL Cup     | ?           | -?          | 23+    | -?     |
| 1993-1994                | Marconi Stallions        | NSL                      | 25         | -?         | -               | -               | -               | -                  | -                  | -                  | NSL Cup     | ?           | -?          | 25+    | -?     |
| Totale Marconi Stallions | Totale Marconi Stallions | Totale Marconi Stallions | 58         | -?         |                 | -               | -               |                    | -                  | -                  |             | ?           | -?          | 58+    | -?     |
| 1994-1995                | Dinamo Dresda            | BL                       | 2          | -3         | CG              | 0               | 0               | -                  | -                  | -                  | -           | -           | -           | 2      | -3     |
| 1995-1996                | Kaiserslautern           | BL                       | 4          | -6         | CG              | 0               | 0               | -                  | -                  | -                  | -           | -           | -           | 4      | -6     |
| 1996-feb. 1997           | Bradford City            | FD                       | 13         | -16        | FACup+CdL       | 3+0             | -3              | -                  | -                  | -                  | -           | -           | -           | 16     | -19    |
| feb.-giu. 1997           | Middlesbrough            | PL                       | 7          | -7         | FACup+CdL       | 0+3             | -2              | -                  | -                  | -                  | -           | -           | -           | 10     | -9     |
| 1997-1998                | Middlesbrough            | FD                       | 34         | -25        | FACup+CdL       | 3+7             | -4 + -5         | -                  | -                  | -                  | -           | -           | -           | 44     | -34    |
| 1998-1999                | Middlesbrough            | PL                       | 34         | -47        | FACup+CdL       | 1+0             | -3              | -                  | -                  | -                  | -           | -           | -           | 35     | -50    |
| 1999-2000                | Middlesbrough            | PL                       | 37         | -48        | FACup+CdL       | 1+5             | -2 + -5         | -                  | -                  | -                  | -           | -           | -           | 43     | -55    |
| 2000-2001                | Middlesbrough            | PL                       | 31         | -34        | FACup+CdL       | 3+0             | -3              | -                  | -                  | -                  | -           | -           | -           | 34     | -37    |
| 2001-2002                | Middlesbrough            | PL                       | 21         | -27        | FACup+CdL       | 3+1             | -1 + -1         | -                  | -                  | -                  | -           | -           | -           | 25     | -29    |
| 2002-2003                | Middlesbrough            | PL                       | 38         | -44        | FACup+CdL       | 1+0             | -1              | -                  | -                  | -                  | -           | -           | -           | 39     | -45    |
| 2003-2004                | Middlesbrough            | PL                       | 36         | -51        | FACup+CdL       | 1+7             | -4 + -4         | -                  | -                  | -                  | -           | -           | -           | 44     | -59    |
| 2004-2005                | Middlesbrough            | PL                       | 31         | -39        | FACup+CdL       | 2+0             | -4              | CU                 | 10                 | -10                | -           | -           | -           | 43     | -53    |
| 2005-2006                | Middlesbrough            | PL                       | 27         | -38        | FACup+CdL       | 6+3             | -4 + -2         | CU                 | 11                 | -12                | -           | -           | -           | 47     | -56    |
| 2006-2007                | Middlesbrough            | PL                       | 36         | -48        | FACup+CdL       | 6+0             | -12             | -                  | -                  | -                  | -           | -           | -           | 42     | -60    |
| 2007-2008                | Middlesbrough            | PL                       | 34         | -47        | FACup+CdL       | 5+0             | -3              | -                  | -                  | -                  | -           | -           | -           | 39     | -50    |
| Totale Middlesbrough     | Totale Middlesbrough     | Totale Middlesbrough     | 366        | -455       |                 | 58              | -60             |                    | 21                 | -22                |             | -           | -           | 445    | -537   |
| 2008-2009                | Fulham                   | PL                       | 38         | -34        | FACup+CdL       | 5+1             | -9 + -2         | -                  | -                  | -                  | -           | -           | -           | 44     | -45    |
| 2009-2010                | Fulham                   | PL                       | 37         | -45        | FACup+CdL       | 5+0             | -4              | UEL                | 18                 | -17                | -           | -           | -           | 60     | -66    |
| 2010-2011                | Fulham                   | PL                       | 31         | -37        | FACup+CdL       | 1+1             | -1 + -2         | -                  | -                  | -                  | -           | -           | -           | 33     | -40    |
| 2011-2012                | Fulham                   | PL                       | 30         | -37        | FACup+CdL       | 0+1             | 0               | UEL                | 13                 | -6                 | -           | -           | -           | 44     | -43    |
| 2012-2013                | Fulham                   | PL                       | 36         | -57        | FACup+CdL       | 2+1             | -5 + -1         | -                  | -                  | -                  | -           | -           | -           | 39     | -63    |
| Totale Fulham            | Totale Fulham            | Totale Fulham            | 172        | -210       |                 | 17              | -24             |                    | 31                 | -23                |             | -           | -           | 220    | -257   |
| 2013-2014                | Chelsea                  | PL                       | 4          | -3         | FACup+CdL       | 2+3             | 0 + -2          | UCL                | 3                  | -3                 | SU          | 0           | 0           | 12     | -8     |
| 2014-gen. 2015           | Chelsea                  | PL                       | 0          | 0          | FACup+CdL       | 0               | 0               | UCL                | 0                  | 0                  | -           | -           | -           | 0      | 0      |
| Totale Chelsea           | Totale Chelsea           | Totale Chelsea           | 4          | -3         |                 | 5               | -2              |                    | 3                  | -3                 |             | 0           | 0           | 12     | -8     |
| gen.-giu. 2015           | Leicester City           | PL                       | 6          | -10        | FACup+CdL       | 2+0             | -3 + 0          | -                  | -                  | -                  | -           | -           | -           | 8      | -13    |
| 2015-2016                | Leicester City           | PL                       | 0          | 0          | FACup+CdL       | 0+3             | 0 + -3          | -                  | -                  | -                  | -           | -           | -           | 3      | -3     |
| Totale Leicester City    | Totale Leicester City    | Totale Leicester City    | 6          | -10        |                 | 5               | -6              |                    | -                  | -                  |             | -           | -           | 11     | -16    |
| Totale carriera          | Totale carriera          | Totale carriera          | 625        | -703+      |                 | 88              | -95             |                    | 55                 | -48                |             | 0+          | 0+          | 768+   | -846+  |

### Cronologia presenze e reti in nazionale
| Cronologia completa delle presenze e delle reti in nazionale ― Australia | Cronologia completa delle presenze e delle reti in nazionale ― Australia | Cronologia completa delle presenze e delle reti in nazionale ― Australia | Cronologia completa delle presenze e delle reti in nazionale ― Australia | Cronologia completa delle presenze e delle reti in nazionale ― Australia | Cronologia completa delle presenze e delle reti in nazionale ― Australia | Cronologia completa delle presenze e delle reti in nazionale ― Australia | Cronologia completa delle presenze e delle reti in nazionale ― Australia |
| Data                                                                     | Città                                                                    | In casa                                                                  | Risultato                                                                | Ospiti                                                                   | Competizione                                                             | Reti                                                                     | Note                                                                     |
| ------------------------------------------------------------------------ | ------------------------------------------------------------------------ | ------------------------------------------------------------------------ | ------------------------------------------------------------------------ | ------------------------------------------------------------------------ | ------------------------------------------------------------------------ | ------------------------------------------------------------------------ | ------------------------------------------------------------------------ |
| 17-11-1993                                                               | Buenos Aires                                                             | Canada                                                                   | 2 – 1                                                                    | Australia                                                                | Qual. Mondiali 1994                                                      | -2                                                                       | 17’                                                                      |
| 31-10-1993                                                               | Sydney                                                                   | Australia                                                                | 2 – 1 dts (4 – 1 dtr)                                                    | Canada                                                                   | Qual. Mondiali 1994                                                      | -1                                                                       |                                                                          |
| 8-6-1994                                                                 | Adelaide                                                                 | Australia                                                                | 1 – 0                                                                    | Sudafrica                                                                | Amichevole                                                               | -                                                                        | 76’                                                                      |
| 12-6-1994                                                                | Sydney                                                                   | Australia                                                                | 1 – 0                                                                    | Sudafrica                                                                | Amichevole                                                               | -                                                                        |                                                                          |
| 9-10-1996                                                                | Al-Hofuf                                                                 | Arabia Saudita                                                           | 0 – 0                                                                    | Australia                                                                | Amichevole                                                               | -                                                                        |                                                                          |
| 9-2-2000                                                                 | Valparaíso                                                               | Cile                                                                     | 2 – 1                                                                    | Australia                                                                | Amichevole                                                               | -2                                                                       |                                                                          |
| 12-2-2000                                                                | Valparaíso                                                               | Australia                                                                | 0 – 0                                                                    | Slovacchia                                                               | Amichevole                                                               | -                                                                        |                                                                          |
| 15-2-2000                                                                | Valparaíso                                                               | Australia                                                                | 1 – 1                                                                    | Bulgaria                                                                 | Amichevole                                                               | -1                                                                       |                                                                          |
| 15-11-2000                                                               | Glasgow                                                                  | Scozia                                                                   | 0 – 2                                                                    | Australia                                                                | Amichevole                                                               | -                                                                        |                                                                          |
| 30-5-2001                                                                | Suwon                                                                    | Australia                                                                | 2 – 0                                                                    | Messico                                                                  | Conf. Cup 2001 - 1º turno                                                | -                                                                        |                                                                          |
| 1-6-2001                                                                 | Taegu                                                                    | Australia                                                                | 1 – 0                                                                    | Francia                                                                  | Conf. Cup 2001 - 1º turno                                                | -                                                                        |                                                                          |
| 3-6-2001                                                                 | Taegu                                                                    | Corea del Sud                                                            | 1 – 0                                                                    | Australia                                                                | Conf. Cup 2001 - 1º turno                                                | -1                                                                       |                                                                          |
| 8-6-2001                                                                 | Yokohama                                                                 | Giappone                                                                 | 1 – 0                                                                    | Australia                                                                | Conf. Cup 2001 - Semifinale                                              | -1                                                                       |                                                                          |
| 9-6-2001                                                                 | Ulsan                                                                    | Australia                                                                | 1 – 0                                                                    | Brasile                                                                  | Conf. Cup 2001 - Finale 3º posto                                         | -                                                                        |                                                                          |
| 20-6-2001                                                                | Auckland                                                                 | Nuova Zelanda                                                            | 0 – 2                                                                    | Australia                                                                | Qual. Mondiali 2002                                                      | -                                                                        |                                                                          |
| 24-6-2001                                                                | Sydney                                                                   | Australia                                                                | 4 – 1                                                                    | Nuova Zelanda                                                            | Qual. Mondiali 2002                                                      | -1                                                                       |                                                                          |
| 11-11-2001                                                               | Melbourne                                                                | Australia                                                                | 1 – 1                                                                    | Francia                                                                  | Amichevole                                                               | -1                                                                       |                                                                          |
| 20-11-2001                                                               | Melbourne                                                                | Australia                                                                | 1 – 0                                                                    | Uruguay                                                                  | Qual. Mondiali 2002                                                      | -                                                                        |                                                                          |
| 25-11-2001                                                               | Montevideo                                                               | Uruguay                                                                  | 3 – 0                                                                    | Australia                                                                | Qual. Mondiali 2002                                                      | -3                                                                       |                                                                          |
| 12-2-2003                                                                | Londra                                                                   | Inghilterra                                                              | 1 – 3                                                                    | Australia                                                                | Amichevole                                                               | -1                                                                       |                                                                          |
| 19-8-2003                                                                | Dublino                                                                  | Irlanda                                                                  | 2 – 1                                                                    | Australia                                                                | Amichevole                                                               | -2                                                                       |                                                                          |
| 7-9-2003                                                                 | Reading                                                                  | Australia                                                                | 2 – 1                                                                    | Giamaica                                                                 | Amichevole                                                               | -1                                                                       | 46’                                                                      |
| 18-2-2004                                                                | Caracas                                                                  | Venezuela                                                                | 1 – 1                                                                    | Australia                                                                | Amichevole                                                               | -1                                                                       |                                                                          |
| 30-3-2004                                                                | Londra                                                                   | Australia                                                                | 1 – 0                                                                    | Sudafrica                                                                | Amichevole                                                               | -                                                                        | 75’                                                                      |
| 21-5-2004                                                                | Sydney                                                                   | Australia                                                                | 1 – 3                                                                    | Turchia                                                                  | Amichevole                                                               | -3                                                                       | 83’                                                                      |
| 9-10-2004                                                                | Honiara                                                                  | Isole Salomone                                                           | 1 – 5                                                                    | Australia                                                                | Qual. Mondiali 2006                                                      | -1                                                                       |                                                                          |
| 12-10-2004                                                               | Sydney                                                                   | Australia                                                                | 6 – 0                                                                    | Isole Salomone                                                           | Qual. Mondiali 2006                                                      | -                                                                        |                                                                          |
| 16-11-2004                                                               | Londra                                                                   | Australia                                                                | 2 – 2                                                                    | Norvegia                                                                 | Amichevole                                                               | -2                                                                       |                                                                          |
| 9-2-2005                                                                 | Durban                                                                   | Sudafrica                                                                | 1 – 1                                                                    | Australia                                                                | Amichevole                                                               | -1                                                                       |                                                                          |
| 26-3-2005                                                                | Sydney                                                                   | Australia                                                                | 2 – 1                                                                    | Iraq                                                                     | Amichevole                                                               | -1                                                                       |                                                                          |
| 9-6-2005                                                                 | Londra                                                                   | Australia                                                                | 1 – 0                                                                    | Nuova Zelanda                                                            | Amichevole                                                               | -                                                                        | 46’                                                                      |
| 15-6-2005                                                                | Francoforte                                                              | Germania                                                                 | 4 – 3                                                                    | Australia                                                                | Conf. Cup 2005 - 1º turno                                                | -4                                                                       |                                                                          |
| 18-6-2005                                                                | Norimberga                                                               | Australia                                                                | 2 – 4                                                                    | Argentina                                                                | Conf. Cup 2005 - 1º turno                                                | -4                                                                       |                                                                          |
| 3-11-2005                                                                | Sydney                                                                   | Australia                                                                | 7 – 0                                                                    | Isole Salomone                                                           | Qual. Mondiali 2006                                                      | -                                                                        |                                                                          |
| 12-11-2005                                                               | Montevideo                                                               | Uruguay                                                                  | 1 – 0                                                                    | Australia                                                                | Qual. Mondiali 2006                                                      | -1                                                                       |                                                                          |
| 16-11-2005                                                               | Sydney                                                                   | Australia                                                                | 1 – 0 dts (4 – 2 dtr)                                                    | Uruguay                                                                  | Qual. Mondiali 2006                                                      | -                                                                        |                                                                          |
| 4-6-2006                                                                 | Rotterdam                                                                | Paesi Bassi                                                              | 1 – 1                                                                    | Australia                                                                | Amichevole                                                               | -1                                                                       |                                                                          |
| 12-6-2006                                                                | Kaiserslautern                                                           | Australia                                                                | 3 – 1                                                                    | Giappone                                                                 | Mondiali 2006 - 1º turno                                                 | -1                                                                       |                                                                          |
| 18-6-2006                                                                | Monaco                                                                   | Brasile                                                                  | 2 – 0                                                                    | Australia                                                                | Mondiali 2006 - 1º turno                                                 | -2                                                                       |                                                                          |
| 26-6-2006                                                                | Kaiserslautern                                                           | Italia                                                                   | 1 – 0                                                                    | Australia                                                                | Mondiali 2006 - Ottavi di finale                                         | -1                                                                       |                                                                          |
| 6-9-2006                                                                 | Al-Kuwait                                                                | Kuwait                                                                   | 2 – 0                                                                    | Australia                                                                | Amichevole                                                               | -2                                                                       |                                                                          |
| 7-10-2006                                                                | Brisbane                                                                 | Australia                                                                | 1 – 1                                                                    | Paraguay                                                                 | Amichevole                                                               | -1                                                                       | 89’                                                                      |
| 11-10-2006                                                               | Sydney                                                                   | Australia                                                                | 2 – 0                                                                    | Bahrein                                                                  | Qual. Coppa d'Asia 2007                                                  | -                                                                        |                                                                          |
| 14-11-2006                                                               | Londra                                                                   | Australia                                                                | 1 – 1                                                                    | Ghana                                                                    | Amichevole                                                               | -1                                                                       |                                                                          |
| 24-3-2007                                                                | Guangzhou                                                                | Cina                                                                     | 0 – 2                                                                    | Australia                                                                | Amichevole                                                               | -                                                                        |                                                                          |
| 30-6-2007                                                                | Singapore                                                                | Singapore                                                                | 0 – 3                                                                    | Australia                                                                | Amichevole                                                               | -                                                                        |                                                                          |
| 8-7-2007                                                                 | Bangkok                                                                  | Australia                                                                | 1 – 1                                                                    | Oman                                                                     | Coppa d'Asia 2007 - 1º turno                                             | -1                                                                       |                                                                          |
| 13-7-2007                                                                | Bangkok                                                                  | Iraq                                                                     | 3 – 1                                                                    | Australia                                                                | Coppa d'Asia 2007 - 1º turno                                             | -3                                                                       |                                                                          |
| 16-7-2007                                                                | Bangkok                                                                  | Thailandia                                                               | 0 – 4                                                                    | Australia                                                                | Coppa d'Asia 2007 - 1º turno                                             | -                                                                        |                                                                          |
| 21-7-2007                                                                | Hanoi                                                                    | Giappone                                                                 | 1 – 1 dts (4 – 3 dtr)                                                    | Australia                                                                | Coppa d'Asia 2007 - Quarti di finale                                     | -1                                                                       |                                                                          |
| 11-9-2007                                                                | Melbourne                                                                | Australia                                                                | 0 – 1                                                                    | Argentina                                                                | Amichevole                                                               | -1                                                                       |                                                                          |
| 17-11-2007                                                               | Londra                                                                   | Australia                                                                | 1 – 0                                                                    | Nigeria                                                                  | Amichevole                                                               | -                                                                        |                                                                          |
| 6-2-2008                                                                 | Melbourne                                                                | Australia                                                                | 3 – 0                                                                    | Qatar                                                                    | Qual. Mondiali 2010                                                      | -                                                                        |                                                                          |
| 26-3-2008                                                                | Kunming                                                                  | Cina                                                                     | 0 – 0                                                                    | Australia                                                                | Qual. Mondiali 2010                                                      | -                                                                        | 88’                                                                      |
| 23-5-2008                                                                | Sydney                                                                   | Australia                                                                | 1 – 0                                                                    | Ghana                                                                    | Amichevole                                                               | -                                                                        |                                                                          |
| 1-6-2008                                                                 | Brisbane                                                                 | Australia                                                                | 1 – 0                                                                    | Iraq                                                                     | Qual. Mondiali 2010                                                      | -                                                                        |                                                                          |
| 7-6-2008                                                                 | Dubai                                                                    | Iraq                                                                     | 1 – 0                                                                    | Australia                                                                | Qual. Mondiali 2010                                                      | -1                                                                       |                                                                          |
| 14-6-2008                                                                | Doha                                                                     | Qatar                                                                    | 1 – 3                                                                    | Australia                                                                | Qual. Mondiali 2010                                                      | -1                                                                       | 74’                                                                      |
| 19-8-2008                                                                | Londra                                                                   | Australia                                                                | 2 – 2                                                                    | Sudafrica                                                                | Amichevole                                                               | -2                                                                       |                                                                          |
| 6-9-2008                                                                 | Eindhoven                                                                | Paesi Bassi                                                              | 1 – 2                                                                    | Australia                                                                | Amichevole                                                               | -1                                                                       |                                                                          |
| 10-9-2008                                                                | Tashkent                                                                 | Uzbekistan                                                               | 0 – 1                                                                    | Australia                                                                | Qual. Mondiali 2010                                                      | -                                                                        |                                                                          |
| 15-10-2008                                                               | Brisbane                                                                 | Australia                                                                | 4 – 0                                                                    | Qatar                                                                    | Qual. Mondiali 2010                                                      | -                                                                        |                                                                          |
| 19-11-2008                                                               | Manama                                                                   | Bahrein                                                                  | 0 – 1                                                                    | Australia                                                                | Qual. Mondiali 2010                                                      | -                                                                        |                                                                          |
| 11-2-2009                                                                | Yokohama                                                                 | Giappone                                                                 | 0 – 0                                                                    | Australia                                                                | Qual. Mondiali 2010                                                      | -                                                                        |                                                                          |
| 1-4-2009                                                                 | Sydney                                                                   | Australia                                                                | 2 – 0                                                                    | Uzbekistan                                                               | Qual. Mondiali 2010                                                      | -                                                                        |                                                                          |
| 6-6-2009                                                                 | Doha                                                                     | Qatar                                                                    | 0 – 0                                                                    | Australia                                                                | Qual. Mondiali 2010                                                      | -                                                                        |                                                                          |
| 10-6-2009                                                                | Sydney                                                                   | Australia                                                                | 2 – 0                                                                    | Bahrein                                                                  | Qual. Mondiali 2010                                                      | -                                                                        |                                                                          |
| 17-6-2009                                                                | Melbourne                                                                | Australia                                                                | 2 – 1                                                                    | Giappone                                                                 | Qual. Mondiali 2010                                                      | -1                                                                       |                                                                          |
| 12-8-2009                                                                | Limerick                                                                 | Irlanda                                                                  | 0 – 3                                                                    | Australia                                                                | Amichevole                                                               | -                                                                        |                                                                          |
| 5-9-2009                                                                 | Seul                                                                     | Corea del Sud                                                            | 3 – 1                                                                    | Australia                                                                | Amichevole                                                               | -3                                                                       |                                                                          |
| 10-10-2009                                                               | Sydney                                                                   | Australia                                                                | 0 – 0                                                                    | Paesi Bassi                                                              | Amichevole                                                               | -                                                                        |                                                                          |
| 14-10-2009                                                               | Melbourne                                                                | Australia                                                                | 1 – 0                                                                    | Oman                                                                     | Qual. Coppa d'Asia 2011                                                  | -                                                                        |                                                                          |
| 14-11-2009                                                               | Mascate                                                                  | Oman                                                                     | 1 – 2                                                                    | Australia                                                                | Qual. Coppa d'Asia 2011                                                  | -1                                                                       |                                                                          |
| 1-6-2010                                                                 | Roodepoort                                                               | Australia                                                                | 1 – 0                                                                    | Danimarca                                                                | Amichevole                                                               | -                                                                        |                                                                          |
| 5-6-2010                                                                 | Roodepoort                                                               | Stati Uniti                                                              | 3 – 1                                                                    | Australia                                                                | Amichevole                                                               | -3                                                                       |                                                                          |
| 13-6-2010                                                                | Durban                                                                   | Germania                                                                 | 4 – 0                                                                    | Australia                                                                | Mondiali 2010 - 1º turno                                                 | -4                                                                       |                                                                          |
| 19-6-2010                                                                | Rustenburg                                                               | Ghana                                                                    | 1 – 1                                                                    | Australia                                                                | Mondiali 2010 - 1º turno                                                 | -1                                                                       |                                                                          |
| 23-6-2010                                                                | Nelspruit                                                                | Australia                                                                | 2 – 1                                                                    | Serbia                                                                   | Mondiali 2010 - 1º turno                                                 | -1                                                                       |                                                                          |
| 11-8-2010                                                                | Lubiana                                                                  | Slovenia                                                                 | 2 – 0                                                                    | Australia                                                                | Amichevole                                                               | -                                                                        | 46’                                                                      |
| 3-9-2010                                                                 | San Gallo                                                                | Svizzera                                                                 | 0 – 0                                                                    | Australia                                                                | Amichevole                                                               | -                                                                        |                                                                          |
| 9-10-2010                                                                | Sydney                                                                   | Australia                                                                | 1 – 0                                                                    | Paraguay                                                                 | Amichevole                                                               | -                                                                        |                                                                          |
| 17-11-2010                                                               | Il Cairo                                                                 | Egitto                                                                   | 3 – 0                                                                    | Australia                                                                | Amichevole                                                               | -3                                                                       |                                                                          |
| 10-1-2011                                                                | Doha                                                                     | India                                                                    | 0 – 4                                                                    | Australia                                                                | Coppa d'Asia 2011 - 1º turno                                             | -                                                                        |                                                                          |
| 14-1-2011                                                                | Doha                                                                     | Australia                                                                | 1 – 1                                                                    | Corea del Sud                                                            | Coppa d'Asia 2011 - 1º turno                                             | -1                                                                       |                                                                          |
| 18-1-2011                                                                | Doha                                                                     | Australia                                                                | 1 – 0                                                                    | Bahrein                                                                  | Coppa d'Asia 2011 - 1º turno                                             | -                                                                        |                                                                          |
| 22-1-2011                                                                | Doha                                                                     | Australia                                                                | 1 – 0 dts                                                                | Iraq                                                                     | Coppa d'Asia 2011 - Quarti di finale                                     | -                                                                        |                                                                          |
| 25-1-2011                                                                | Doha                                                                     | Uzbekistan                                                               | 0 – 6                                                                    | Australia                                                                | Coppa d'Asia 2011 - Semifinale                                           | -                                                                        |                                                                          |
| 29-1-2011                                                                | Doha                                                                     | Australia                                                                | 0 – 1 dts                                                                | Giappone                                                                 | Coppa d'Asia 2011 - Finale                                               | -1                                                                       | [ 9 ]                                                                    |
| 29-3-2011                                                                | Mönchengladbach                                                          | Germania                                                                 | 1 – 2                                                                    | Australia                                                                | Amichevole                                                               | -1                                                                       |                                                                          |
| 10-8-2011                                                                | Cardiff                                                                  | Galles                                                                   | 1 – 2                                                                    | Australia                                                                | Amichevole                                                               | -1                                                                       |                                                                          |
| 2-9-2011                                                                 | Brisbane                                                                 | Australia                                                                | 2 – 1                                                                    | Thailandia                                                               | Qual. Mondiali 2014                                                      | -1                                                                       |                                                                          |
| 6-9-2011                                                                 | Dammam                                                                   | Arabia Saudita                                                           | 1 – 3                                                                    | Australia                                                                | Qual. Mondiali 2014                                                      | -1                                                                       |                                                                          |
| 11-11-2011                                                               | Mascate                                                                  | Oman                                                                     | 1 – 0                                                                    | Australia                                                                | Qual. Mondiali 2014                                                      | -1                                                                       |                                                                          |
| 15-11-2011                                                               | Bangkok                                                                  | Thailandia                                                               | 0 – 1                                                                    | Australia                                                                | Qual. Mondiali 2014                                                      | -                                                                        |                                                                          |
| 29-2-2012                                                                | Melbourne                                                                | Australia                                                                | 4 – 2                                                                    | Arabia Saudita                                                           | Qual. Mondiali 2014                                                      | -2                                                                       |                                                                          |
| 2-6-2012                                                                 | Copenaghen                                                               | Danimarca                                                                | 2 – 0                                                                    | Australia                                                                | Amichevole                                                               | -2                                                                       |                                                                          |
| 8-6-2012                                                                 | Mascate                                                                  | Oman                                                                     | 0 – 0                                                                    | Australia                                                                | Qual. Mondiali 2014                                                      | -                                                                        |                                                                          |
| 12-6-2012                                                                | Brisbane                                                                 | Australia                                                                | 1 – 1                                                                    | Giappone                                                                 | Qual. Mondiali 2014                                                      | -1                                                                       |                                                                          |
| 15-8-2012                                                                | Edimburgo                                                                | Scozia                                                                   | 3 – 1                                                                    | Australia                                                                | Amichevole                                                               | -1                                                                       | 46’                                                                      |
| 6-9-2012                                                                 | Beirut                                                                   | Libano                                                                   | 0 – 3                                                                    | Australia                                                                | Amichevole                                                               | -                                                                        |                                                                          |
| 11-9-2012                                                                | Amman                                                                    | Giordania                                                                | 2 – 1                                                                    | Australia                                                                | Qual. Mondiali 2014                                                      | -2                                                                       |                                                                          |
| 16-10-2012                                                               | Baghdad                                                                  | Iraq                                                                     | 1 – 2                                                                    | Australia                                                                | Qual. Mondiali 2014                                                      | -1                                                                       |                                                                          |
| 14-11-2012                                                               | Hwaseong                                                                 | Corea del Sud                                                            | 1 – 2                                                                    | Australia                                                                | Amichevole                                                               | -1                                                                       |                                                                          |
| 6-2-2013                                                                 | Malaga                                                                   | Australia                                                                | 2 – 3                                                                    | Romania                                                                  | Amichevole                                                               | -1                                                                       | 46’                                                                      |
| 26-3-2013                                                                | Sydney                                                                   | Australia                                                                | 2 – 2                                                                    | Oman                                                                     | Qual. Mondiali 2014                                                      | -2                                                                       | cap.                                                                     |
| 4-6-2013                                                                 | Saitama                                                                  | Giappone                                                                 | 1 – 1                                                                    | Australia                                                                | Qual. Mondiali 2014                                                      | -1                                                                       |                                                                          |
| 11-6-2013                                                                | Melbourne                                                                | Australia                                                                | 4 – 0                                                                    | Giordania                                                                | Qual. Mondiali 2014                                                      | -                                                                        |                                                                          |
| 18-6-2013                                                                | Sydney                                                                   | Australia                                                                | 1 – 0                                                                    | Iraq                                                                     | Qual. Mondiali 2014                                                      | -                                                                        |                                                                          |
| 7-9-2013                                                                 | Brasilia                                                                 | Brasile                                                                  | 6 – 0                                                                    | Australia                                                                | Amichevole                                                               | -6                                                                       |                                                                          |
| Totale                                                                   |                                                                          | Presenze (1º posto)                                                      | 109                                                                      |                                                                          | Reti                                                                     | -99                                                                      |                                                                          |

## Palmarès

### Club
- National Soccer League: 1

Marconi Stallions: 1992-1993
- Coppa di Lega inglese: 1

Middlesbrough: 2003-2004
- Campionato inglese: 1

Leicester City: 2015-2016

### Nazionale
- Coppa d'Oceania: 1

2004